# 查尔斯·佩德森
查尔斯·约翰·佩德森（Charles John Pedersen，1904年10月3日—1989年10月26日），具有挪威、日本血統的美国化学家，因对冠醚合成的研究而与唐纳德·克拉姆、让-马里·莱恩共同获得1987年的诺贝尔化学奖。

## 生平
佩德森1904年在大韓帝國釜山出生，父亲是挪威人，母亲则是日本人，他有個日本名字（Yasui Yoshio）。1922年，前往美国俄亥俄州的戴顿大学学习化学工程，并取得学士学位。后到麻省理工学院研读硕士（有机化学）。1927年硕士毕业，直接到杜邦公司工作，一直工作到65岁退休。
他是少数未获得博士学位的诺贝尔科学奖获得者之一。1967年发表关于冠醚合成的经典论文，发现冠醚与碱金属阳离子的配位作用。
1983年被诊断患有骨髓瘤。1987年获诺贝尔化学奖。1989年逝世。

## 主要論文
- Pedersen, Charles J. “The Discovery of Crown Ethers.” Science, vol. 241, no. 4865, 1988, pp. 536–540
- Pedersen, Charles J.  "Cyclic polyethers and their complexes with metal salts" 1967, 89 (10), 2495–2496 DOI: 10.1021/ja00986a052